# بلاکت (دهانه)
بلاکت یک دهانه برخوردی در ماه است.

## دهانه‌های اقماری
این دهانه ۱ دهانه اقماری دارد.
| Blackett | عرض جغرافیایی | طول جغرافیایی | قطر          |
| -------- | ------------- | ------------- | ------------ |
| N        | ۳۹٫۹° S       | ۱۱۶٫۲° W      | ۲۳٫۰ کیلومتر |